# Introcision
 (janvier 2015).
Si vous disposez d'ouvrages ou d'articles de référence ou si vous connaissez des sites web de qualité traitant du thème abordé ici, merci de compléter l'article en donnant les références utiles à sa vérifiabilité et en les liant à la section « Notes et références ».
L'introcision consiste à élargir l'entrée du vagin par une incision de l'hymen et de l'orifice vaginal. Elle serait pratiquée dans certaines tribus aborigènes d'Australie et indiennes du Pérou. Néanmoins, la réalité de ces pratiques est mise en doute par certains chercheurs qui dénoncent une possible falsification.

## Australie
L'introcision serait pratiquée notamment par les Pitta-Patta où le mariage de fillettes à peine nubiles et insuffisamment développées peut rendre les rapports sexuels impossibles[réf. nécessaire].
Chez les aborigènes Pitta-Patta d'Australie, lorsqu'une fillette atteint la puberté, l'ensemble de la tribu (des deux sexes) se réunit[réf. nécessaire]. L'officiant, un homme âgé, élargit l'orifice vaginal en le déchirant vers le bas à l'aide de trois doigts attachés par une ficelle d'opossum[réf. nécessaire]. Dans d'autres régions, le périnée est déchiré à l'aide d'une lame en pierre. Cette opération est généralement suivie d'actes sexuels, sous la contrainte, avec de nombreux jeunes hommes[réf. nécessaire].

## Pérou
L'introcision est également pratiquée au Pérou, notamment chez les Conibos, branche des indiens Panos dans le Nord-Est du pays : dès qu'une fillette atteint sa maturité, elle est droguée et soumise à des mutilations devant son groupe. L'opération est pratiquée par une femme âgée, à l'aide d'une lame en bambou. Elle consiste à découper l'hymen à l'entrée du vagin et à le séparer des lèvres, tout en exposant le clitoris. Des herbes médicinales sont ensuite appliquées avant d'introduire dans le vagin un objet légèrement humecté, en forme de verge, fabriqué en terre cuite.
Cette pratique a les mêmes effets secondaires que l'excision : infection, hémorragie plus des douleurs et complication à l'accouchement ou lors des rapports.

## Critique documentaire
Les sources étant peu nombreuses, la documentation n'est pas suffisante pour déterminer l'étendue ou la répartition géographique de cette pratique. En 2004, Helen Pringle a publié une étude démontrant l'extrême faiblesse des sources concernant la pratique australienne, concluant que cette dernière n'est pas démontrée de manière actuelle a n'a peut-être jamais été établie. 